# Oleg Melesjtsjenko
Oleg Vladimirovitsj Melesjtsjenko (Russisch: Олег Владимирович Мелещенко) (Ekibastuz (nu Kazachstan), 14 juli 1967), is een gepensioneerde basketbalspeler die uit kwam voor het basketbalteam van de Sovjet-Unie. Hij werd Meester in de sport van Rusland, Internationale Klasse.

## Carrière
Melesjtsjenko begon zijn carrière bij SKA Alma-Ata van 1984 tot 1992. Met dat team werd hij tweede tijdens het laatste kampioenschap van de Sovjet-Unie (GOS). In de nationale ploeg was hij de point guard van de Sovjet-Unie. Hij won zilver op de Wereldkampioenschappen in 1990 en de bronzen medaille op de Goodwill Games in 1990.
Na de ineenstorting van de Sovjet-Unie ging hij spelen voor de Slowaakse club Banik Previdza onder leiding van Vladas Garastas (1992-96). Hij werd kampioen van Tsjecho-Slowakije en twee keer kampioen van Slowakije.
In het midden van de jaren 90 keerde hij terug naar Rusland, waar hij speelde voor Dinamo Moskou. Na één seizoen ging hij naar CSK VVS Samara waar hij speelde van 1997 tot 1999. Na Samara stapte hij in 1999 over naar Lokomotiv Mineralnye Vody waarmee hij in 2000 de Beker van Rusland won. Van 2000 tot 2001 speelt hij voor Arsenal Toela en van 2001 tot 2002 voor Chimki Oblast Moskou.

## Coach
In 2006 maakte hij zijn debuut als hoofdtrainer van het Russische junior team op het EK. Na dat EK werkte hij als assistent-trainer (met een breed scala aan verantwoordelijkheden), bij Dinamo Sint-Petersburg in het seizoen 2005/06 en bij Chimki Oblast Moskou in het seizoen 2006/07. In 2007 werd hij assistent-trainer bij Lokomotiv-Koeban Krasnodar. Sinds 2010 is hij weer assistent-trainer bij Chimki Oblast Moskou. In 2018 werd hij hoofdcoach van Oeralmasj Jekaterinenburg. Aan het einde van het seizoen 2018/19 stopte hij bij Oeralmasj. Na een aantal wedstrijden in het seizoen 2019/20 keerde hij terug als hoofdcoach bij Oeralmasj.

## Erelijst
- Landskampioen GOS:
  - Tweede: 1992
- Beker van Rusland: 1
  - Winnaar: 2000
- Landskampioen Tsjecho-Slowakije: 1
  - Winnaar: 1993
- Landskampioen Slowakije: 2
  - Winnaar: 1994, 1995
- Wereldkampioenschap:
  - Zilver: 1990
- Goodwill Games:
  - Brons: 1990